# One Dozen Berrys
Az After School Session volt Chuck Berry második nagylemeze, 1958-ban adta ki a Chess Records. Az album az Egyesült Államokban és Nagy Britanniában is LP hanglemezen jelent meg.

## Számok
Az összes számot Chuck Berry írta.
Első oldal
1. "Sweet Little Sixteen" – 3:03
2. "Blue Feeling" – 3:04
3. "La Jaunda" – 3:14
4. "Rockin' at the Philharmonic" – 3:23
5. "Oh Baby Doll" – 2:37
6. "Guitar Boogie" – 2:21

Második oldal
1. "Reelin' and Rockin'" – 3:18
2. "In-Go" – 2:29
3. "Rock and Roll Music" – 2:34
4. "How You've Changed" – 2:49
5. "Low Feeling" (same recording as "Blue Feeling", but with the tape playback slowed) – 3:09
6. "It Don't Take But a Few Minutes" – 2:31

## Tagok
- Chuck Berry - gitár, ének
- Fred Below - dob
- Ebbie Hardy - dob
- Willie Dixon - bőgő
- Johnnie Johnson - zongora
- Lafayette Leake - zongora
- Hubert Sumlin - gitár

## Fordítás
Ez a szócikk részben vagy egészben  az   One Dozen Berrys című angol Wikipédia-szócikk fordításán alapul.  Az eredeti cikk szerkesztőit annak laptörténete sorolja fel. Ez a jelzés csupán a megfogalmazás eredetét és a szerzői jogokat jelzi, nem szolgál a cikkben szereplő információk forrásmegjelöléseként.